# The King Cobra (film)
Kobra królewska (taj. เลื้อยสยอง, ang. The King Cobra) – tajski film z 2007 roku w reżyserii Rakpana Thanadpojanamarta.

## Opis fabuły
Ying Narinthorn,  oficerka do zadań specjalnych, złapała terrorystę Michaela, któremu udało się jednak uciec z niewoli. W tym czasie Prof. Keaw, wspierany przez fundusz Michaela, wynalazł system laserowy posiadający wielką siłę rażenia (niszczenia). Dr. Woot zamierza przeszkodzić profesorowi w prowadzeniu tych eksperymentów, ale powoduje reakcję chemiczną, w wyniku której powstaje mutant węża.

## Główne role
- Prapimporn Karnchanda - oficerka Narinthorn
- Polkit Chaksuwan - terrorysta Michael
- Sarin Bangyiekhan(inne języki) - Dr. Woot